# 御家瀬緑
御家瀬 緑（みかせ みどり、2001年6月2日 - ）は、日本の陸上競技選手。専門は短距離走及び跳躍（走幅跳）。

## 人物
北海道札幌市北区太平出身。札幌市立太平南小学校2年の時に陸上競技を始め、小学校6年次の時に北海道ハイテクアスリートクラブジュニアチームの門を叩く。小学校時代は6年時の全国小学生陸上競技交流大会（2013年）女子走幅跳で優勝したこともある。
札幌市立太平中学校時代は学校に陸上競技部がなく、北海道ハイテクACジュニアでの練習がメインだった。中学校時代は大きな大会での優勝はなく、3年次の第43回全日本中学校陸上競技選手権大会女子走幅跳で4位となったのが最高成績である。
2017年に北海道恵庭北高等学校に入学。夏を越して秋の第72回国民体育大会（愛媛国体）少年女子B100mに出場し、準決勝で11秒66の大会新を出した上に決勝では11秒83を記録して優勝。愛媛国体では少年女子B走幅跳でも6m00を記録して優勝し、二冠王に輝いた。
2018年、北海道高校陸上競技選手権大会において、緑が100m11秒63で走って自己記録を更新したのを見た師匠である北海道ハイテクAC監督の中村宏之が、「日本選手権に出てみるか?」と勧めたために急遽第102回日本陸上競技選手権大会にエントリーすることを決める。日本選手権女子100mでは決勝に進出し、同門の姉弟子である福島千里や実力者の市川華菜、世古和らと同走する中、11秒74で4位に入った。この結果により、2018年アジア競技大会（インドネシア・ジャカルタ）の女子短距離リレーチームのメンバーとして、そして高校生ただ一人の日本代表選手に選出された。
アジア競技大会出場前の大会となった第71回全国高等学校総体陸上選手権大会（三重県）では女子100mで11秒74を記録して優勝、アジアの大舞台を前に勢いをつける形となった。
2019年の初戦となった第53回織田幹雄記念国際陸上競技大会では、高校歴代2位タイの11秒54を記録、世古和、市川華菜、土井杏南らを抑えて日本人トップとなる2位に入った。
6月28日の第103回日本陸上競技選手権大会では11秒67（追い風0.6メートル）で初制覇した。高校生が同種目で優勝するのは、三木まどか（兵庫・姫路商高）以来。29年ぶりに高校生女王が誕生した。
第72回全国高等学校総体陸上選手権大会（沖縄県）では、準決勝で大会新記録・高校歴代2位となる11秒50（追い風1.0メートル）、決勝で11秒51を記録して連覇を達成した。
高校卒業後は実業団の住友電工に入社。高卒で実業団入りした背景には同様の進路を選び日本女子短距離界の第一人者となった福島千里、住友電工入社は同社所属で日本人3人目の100m9秒台を記録した同郷の小池祐貴の影響があるという。
住友電工入社後は、コロナ禍による環境変化、故障もあり不振に陥ったが、2022年春の米国合宿を機に再上昇、同年4月の第56回織田幹雄記念国際陸上競技大会女子100mA決勝で11秒79（向かい風0.7メートル）を記録、君嶋愛梨沙、青山華依、兒玉芽生らを抑えて優勝し、6月の第106回日本陸上競技選手権大会でも準決勝で自己ベストに並ぶ11秒46（追い風0.6メートル）を記録、全体1位で決勝進出。決勝では11秒55（追い風0.6メートル）を記録し、君嶋、兒玉に続き3位に入り、初の第18回世界陸上競技選手権大会女子4×100mリレー代表を決めた。
同年7月に米国・オレゴン州で行われた第18回世界陸上競技選手権大会女子4×100mリレー予選1組に、アンカーの4走として青木益未、君嶋、兒玉と共に出場したが、43秒33の日本新記録を樹立するものも、7着で決勝には進めなかった。
2023年より小池とともに米国に拠点を移した。

## 主な戦績
- 2017年 愛媛国体陸上 少年女子B100m 優勝
- 2018年 第102回日本陸上選手権 女子100m 4位
- 2018年 全国高校総体陸上 女子100m 優勝
- 2019年 第53回織田記念陸上 女子100m 2位（高校歴代2位タイ）
- 2019年 第103回日本陸上選手権 女子100m 優勝
- 2019年 全国高校総体陸上 女子100m 優勝
- 2022年 第56回織田記念陸上 女子100mA 優勝
- 2022年 第106回日本陸上選手権 女子100m 3位

## 自己ベスト
- 100m 11秒37 (2024年6月7日 Last Chance Sprint Series)
- 走幅跳 6m03